# All'inseguimento della morte rossa
All'inseguimento della morte rossa (Bullet to Beijing) è un film TV del 1995 diretto da George Mihalka, con una produzione anglo-russo canadese.
Dopo una pausa di quasi un trentennio, questo è il quarto di una serie di cinque film di spionaggio nei quali l'attore Michael Caine incarna la spia del Secret Intelligence Service, Harry Palmer, personaggio creato dalla fantasia di Len Deighton. Gli altri film sono Ipcress (1965), Funerale a Berlino (1966), Il cervello da un miliardo di dollari (1967) e Intrigo a San Pietroburgo (1996).

## Trama
Dopo la fine della guerra fredda, l'agente Harry Palmer del Secret Intelligence Service, congedato dai suoi superiori, viene ingaggiato dal KGB per una nuova e pericolosa missione: deve ritrovare un flaconcino di virus letali, denominato la morte rossa, misteriosamente scomparso durante una spedizione dalla Corea del Nord alla Cina.

## Home video
Per l'edizione in DVD il film è stato rinominato Il nostro Agente Palmer - La vendetta di Harry.